# 제단자리 뮤 d
제단자리 뮤 d는 항성 제단자리 뮤 주위를 도는 외계 행성이다. 행성 질량은 목성의 절반 정도이며 약 0.921 천문단위 떨어져 310.55일 주기로 돌고 있다. 이 행성의 위치는 지구가 받는 자외선 양에 상당하는 에너지를 받을만한 위치에 있다. 그러나 표면 온도는 높아서 물이 액체 상태로 존재하지는 못할 것이다. 게다가 질량을 고려하면 이 행성은 딱딱한 표면이 없는 가스 행성일 것이다. 그러므로 이 행성은 뜨거운 목성이다.